# Sopronnémeti
Sopronnémeti is een plaats (község) en gemeente in het Hongaarse comitaat Győr-Moson-Sopron. Sopronnémeti telt 280 inwoners (2001).